# Nabil Mallat
Nabil Mallat, né le  9 juillet 1988 à Anvers (Belgique), est un acteur belge néerlandophone d'origine marocaine. 

## Biographie
Nabil Mallait naît à Anvers en Belgique de parents marocains. Il est quadrilingue, il s'exprime en néerlandais, en français en anglais ainsi qu'en arabe. N'ayant aucun diplôme et travaillant dans un magasin de vêtements, il se révèle sur une petite scène dans son premier job en tant que floormanager chez River Island.
Il reçoit en 2011 son premier rôle dans le court-métrage Broeders d'Adil El Arbi et Bilall Fallah. À la suite d'un énorme succès, il joue également le rôle principal dans le film Image, où il est nommé parmi les meilleurs acteurs belges de l'année en 2015. En 2016, il joue le rôle d'Idriss le militaire dans la deuxième saison de la série Cordon, diffusée sur VTM,. En 2018, il joue le rôle de policier dans le film belgo-néerlandais Gangsta.
Il remporte en 2018 et 2019 la distinction du meilleur acteur belge et meilleur acteur marocain de l'année pour son rôle dans le film Rafaël,.
En 2020, il joue le rôle de Osman Azizi dans la série populaire Into the Night diffusée sur Netflix,. L'acteur déclare qu'il est heureux de ne pas avoir eu un mauvais rôle à jouer dans une telle série.

## Filmographie
- 2011 : Vermist
- 2011 : Broeders
- 2014 : Image : Lahbib Faraji
- 2018 : Gangsta : Yasser
- 2018 : Rafaël : Nazir
- 2020 : Cool Abdoul : Ismail Abdoul[9]
- 2024 : La nuit se traîne de Michiel Blanchart : Will

## Série télévisée
- 2012 : Crimi Clowns : El Amrami
- 2016 : Cordon : Idriss
- 2018 : De Dag : Murat
- 2018 : De Infiltrant : Amar Aboutaleb
- 2018 : Bullets : The Arabian
- 2019 : Women of the Night : Nabil
- 2020 : Into the Night : Osman Azizi

## Distinctions
- 2015 : Nommé pour le prix Ensors du meilleur acteur[10]
- 2019 : Vainqueur du prix de la meilleure interprétation masculine du film Rafaël au Festival d'Agadir[11]